# Rörtjärnen (Överluleå socken, Norrbotten, 730388-175592)
Rörtjärnen är en sjö i Bodens kommun i Norrbotten och ingår i Alåns huvudavrinningsområde.